# William Duhurst Merrick
William Duhurst Merrick (ur. 25 października 1793, zm. 5 lutego 1857) – amerykański polityk związany z Partią Wigów. W latach 1838–1845 reprezentował stan Maryland w Senacie Stanów Zjednoczonych.
Jego syn, William Matthew Merrick, reprezentował Maryland w Izbie Reprezentantów Stanów Zjednoczonych w latach 1871–1873.